# Lars Skjeset
Lars Skjeset, född den 1 mars 1983, är en norsk orienterare som tog EM-brons i stafett 2006.